# LN Maharana
Laxmi Narayan Maharana (født 18. marts 2004) er en selvlært indisk maler og billedhugger fra landsbyen Baunsuli, i distriktet Keonjhar i Odisha. Han er kendt for sine realistiske portrætter og skulpturer, som han har skabt, selvom han ikke har nogen formel kunstuddannelse. Han har opnået lokal anerkendelse og er blevet omtalt i regionale aviser og på tv for sine kunstneriske færdigheder.

## Tidligt liv og baggrund
Laxmi Narayan Maharana blev født af Sanjay Maharana, en landmand, og Babita Maharana, en hjemmegående. Hans interesse for kunst begyndte i en meget ung alder, efter sigende da han gik i tredje klasse på sin landsbyskole. På grund af økonomiske vanskeligheder var han ude af stand til at forfølge en videregående kunstuddannelse efter at have afsluttet sin skolegang i 2021. Han udviklede sine færdigheder selvstændigt gennem vedvarende praksis og observation.

## Kunstnerisk karriere og stil
Maharanas kunstneriske rejse startede med blyantskitser. Han udvidede senere sit arbejde til at omfatte akvarelmalerier på forskellige overflader, herunder vægge, og begyndte at tage imod bestillinger på portrætter for at forsørge sig selv og sin familie. Han har skabt portrætter af adskillige fremtrædende indiske personligheder, herunder præsident Droupadi Murmu, premierminister Narendra Modi, Odishas Chief Minister Naveen Patnaik, cricketspillerne M.S. Dhoni og Virat Kohli samt sangerinden Lata Mangeshkar. Han har også skabt lerfigurer og skulpturer. Hans karakteristiske stil kaldes undertiden "Narayan Art".

## Anerkendelse
Maharana har modtaget lokal anerkendelse for sin kunst, herunder førstepladser i tegnekonkurrencer. Hans arbejde er blevet fremhævet af regionale medier, hvilket er med til at verificere hans offentlige bemærkelsesværdighed. Han har også modtaget et brev fra premierminister Narendra Modi, som anerkender et af hans portrætter.